# Johovac (miasto Bijeljina)
Johovac (cyr. Јоховац) – wieś w Bośni i Hercegowinie, w Republice Serbskiej, w mieście Bijeljina. W 2013 roku liczyła 284 mieszkańców.